# Pleurothallis poculifera
Pleurothallis poculifera är en orkidéart som beskrevs av Carlyle August Luer och Rodrigo Escobar. Pleurothallis poculifera ingår i släktet Pleurothallis och familjen orkidéer. Inga underarter finns listade i Catalogue of Life.